# Gerhard Wenzel
Gerhard Wenzel (* 16. Januar 1905 in Roßbach (Braunsbedra); † nach 1953) war ein deutscher Psychiater, der an der Landesheilanstalt Uchtspringe im Rahmen der „Kinder-Euthanasie“ an NS-Verbrechen beteiligt war.

## Leben
Wenzel absolvierte nach dem bestandenen Abitur ein Studium der Medizin und promovierte 1935 an der Universität Leipzig mit der Dissertation „Gestielte Plastiken und ihre Schicksale von 1920 bis 1930 aus der Leipziger Universitätsklinik“ zum Dr. med.
Bereits vor der Machtübergabe an die Nationalsozialisten war er 1932 der NSDAP beigetreten. Des Weiteren wurde er 1933 Mitglied der SA.
Ab 1935 war Wenzel als Assistenzarzt an der Landesheilanstalt Uchtspringe tätig und wurde dort 1937 verbeamtet. Nach Beginn des Zweiten Weltkrieges diente er als Oberarzt bei der Luftwaffe und wurde im Juni 1941 für eine Beschäftigung an der Landesheilanstalt Uchtspringe unabkömmlich gestellt. Von Juli 1941 bis April 1942 leitete er die euphemistisch genannte  „Kinderfachabteilung“ an der Landesheilanstalt Uchtspringe, leistete danach kurzzeitig wieder Wehrdienst und führte anschließend die Leitung der Uchtsspringer Kinderfachabteilung von Juni 1942 bis September 1943 fort. Während dieser Zeit fertigte er über 1.000 Berichte über „Reichsausschusskinder“ an und für bis zu 130 Kinder wurden Behandlungsermächtigungen – sprich Tötungsanweisungen – erteilt. Wenzel ließ Tötungsanordnungen durch Schwestern durchführen: Zunächst mittels  Luminalgaben im Essen und später auch durch Morphininjektionen, die er auch selbst vornahm. Den Eltern der ermordeten Kinder wurden schließlich Falschangaben zum Tod ihres Kindes mitgeteilt.
Von Herbst 1943 bis zum Dezember 1945 war er in Göttingen in der Sonderlazarettabteilung beschäftigt. Aufgrund der in der Landesheilanstalt Uchtspringe begangenen Verbrechen wurde Wenzel dort in Untersuchungshaft genommen, aus der er am 15. Oktober 1946 entweichen konnte. Wenzel tauchte unter dem Tarnnamen Martin Rhodus unter und meldete sich im Dezember 1948 in Sarstedt unter diesem Namen an. Im November 1951 wurde Wenzel in Sarstedt verhaftet und nach Hildesheim überführt.
Er wurde schließlich mit der Medizinerin Hildegard Wesse vor Gericht gestellt. Am 22. Dezember 1952 wurde durch die I. Strafkammer am Landgericht Hildesheim die Hauptverhandlung gegen Wesse und Wenzel zunächst abgelehnt, da die geständigen Angeklagten ihre Schuld bestritten. Ein Jahr später wurde erneut verhandelt. Am 2. Dezember 1953 wurden Wenzel und Wesse nach drei Verhandlungstagen durch das Schwurgericht am Landgericht Göttingen vom Vorwurf der Tötung behinderter Kinder freigesprochen. Sowohl Wenzel als auch Wesse waren von der „Rechtmäßigkeit ihres Tuns überzeugt“. Als Entlastungszeuge trat u. a. der ehemalige Gutachter der Kindereuthanasie Ernst Wentzler auf.
Nach dem Prozess war er im Hirnverletztenheim in Braunsfeld/Lahn tätig.